# Callocleonymus pulcher
Callocleonymus pulcher is een vliesvleugelig insect uit de familie Pteromalidae. De wetenschappelijke naam is voor het eerst geldig gepubliceerd in 1940 door Masi.